# Claudius Delorme
Pour les articles homonymes, voir Delorme.
Claudius Delorme, né le 21 janvier 1908 à Mornant (Rhône) et mort le 3 septembre 1980 à Saint-Laurent-d'Agny (Rhône), est un homme politique français.

## Biographie
Fils d'un géomètre-expert, il suit des études dans son village de Mornant, puis dans le pensionnat Aux Lazaristes à Lyon. Elève de l'institut agricole Sandar de Limonest, il prend la tête d'une exploitation viticole à Saint-Laurent-d'Agny.
Impliqué dans le mouvement agricole, notamment dans les coopératives, il s'engage aussi en 1930 dans la création de la jeunesse agricole chrétienne.
Président de l'union agricole coopérative du Rhône, il apporte le soutien de cet organisme à de nombreux agriculteurs pendant la seconde guerre mondiale, ce qui lui vaut une certaine popularité à la Libération. Il est ensuite président de l'union des syndicats agricoles du Rhône.
De ce fait, il entre en politique en menant une liste de droite lors de l'élection de la première assemblée constituante, en octobre 1945. Élu député, réélu en juin 1946, il intervient essentiellement sur les questions relatives à l'agriculture.
En novembre 1946, cependant, sa liste soutenue par le Parti paysan d'union sociale n'obtient pas assez de voix pour qu'il puisse conserver son siège.
Il poursuit cependant sa carrière politique en étant élu à l'Assemblée de l'Union française, puis en entrant, en 1947, au conseil municipal de sa commune.
L'année suivante, candidat du Rassemblement du Peuple Français, il est élu sénateur. Au Conseil de la République, il siège cependant au sein du groupe du centre républicain d'action rurale et sociale.
Réélu en 1952, cette fois-ci sur une liste de droite paysanne classique, il s'investit, durant ces deux mandats encore sur les questions agricoles.
En 1958, il apporte son soutien au retour de Charles de Gaulle au pouvoir, juste avant d'être réélu au Conseil de la République.
Avec la mise en place des nouvelles institutions, son mandat arrive à échéance en janvier 1959. Candidat au Sénat qui a retrouvé son ancienne appellation, il est facilement réélu.
Dans les années 1960, il renforce son implantation dans le monde agricole local, mais aussi dirige l'association pour l'aménagement et l'irrigation du sud-ouest lyonnais.
Toujours membre du groupe du Centre républicain, il adhère au petit Mouvement d'union paysanne et sociale, avant de rejoindre le CNI.
Réélu en 1968, il entre au bureau exécutif de ce parti en 1971. Au sénat, il défend des positions de droite catholique classique : il s'oppose ainsi à la réforme du mariage de 1965, ou à la loi Neuwirth, et dans la même logique, à la loi Veil sur l'IVG. Il appelle aussi à voter « non » lors du référendum de 1969. De même, il est souvent en opposition avec la politique agricole du gouvernement/
À partir des années 1970, il prend un peu de recul avec la politique. En 1977, il se ne représente pas aux sénatoriales et se consacre à ses mandats locaux.
Il meurt brutalement, d'une crise cardiaque, à l'âge de 72 ans.

## Détail des fonctions et des mandats
Mandat parlementaire
- 26 avril 1959 - 2 octobre 1977 : Sénateur du Rhône